# 博德曼音樂 (香港)
博德曼音樂 (香港)，又稱BMG Hong Kong，是一家香港唱片公司，前身為現代唱片（Current Records）於1985年成立，1989年被博德曼音樂收購，1992年開始收購豐藝唱片，多年後收購藝能動音並合作推出唱片，2004年與新力音樂合併易名為新力博德曼。

## 歌手列表（1985－2004）

### 男
- 羅文（1995年－1998年）1998年轉到飛圖唱片，翌年轉到英皇娛樂，2002年逝世
- 張智霖（1994年）1994年轉到哥倫比亞唱片，1997年轉到百代唱片，2000年轉到新藝寶唱片，2005年轉到漢傳媒集團，2009年轉到Neway Star
- 范振鋒（1993年－1995年）1995年退出歌壇
- 蔡濟文（1989年－1993年）1993年轉到飛圖唱片
- 鄭敬基（1990年－1993年）1993年退出歌壇
- 林保怡（1988年－1993年）1993年轉到星光唱片
- 鄭伊健（1991年－2000年，2004年）2000年轉到英皇娛樂，2004年解約轉到BMA
- 夏韶聲（1989年－1992年）1992年退出歌壇
- 陳小春（1997年－2004年）2004年合約轉到新力博德曼，2006年轉到正東唱片
- 劉德華（1996年－2001年）新樂製作為經理人公司，2001年轉到加際唱片，2004年自設映藝音樂
- 莫少聰（1993年－1995年）合約包括台灣金點唱片部份，1995年退出歌壇
- 古巨基（1994年－1998年）1998年轉到千禧年代，2000年轉到華納唱片，2003年轉到金牌娛樂
- 阮兆祥（1994年－1995年）1995年轉到力圖唱片
- 陳山聰（1994年－1996年）1996年解約
- 梁朝偉（1994年－1997年）合約包括台灣金點唱片部份，1998年合約期滿，2000年轉到環球唱片
- 李克勤（1996年－1998年）1998年解約，1999年轉到環球唱片
- 張衛健（2000年－2001年）新樂製作為經理人公司，2001年轉到加際唱片
- 周俊偉（1998年－2000年）新樂製作為經理人公司，2001年轉到加際唱片
- 胡建中（1988年）1988年解約
- 謝明（1995年－1996年）樂飛製作為經理人公司，1997年退出歌壇

### 女
- 姚蘇蓉（1987年-1990年）1990年解約
- 劉美君（1987年－1993年）1993年轉到新力音樂，其後退出歌壇，2000年轉到滾石唱片，同年再次退出歌壇，2008年復出轉到新藝寶唱片
- 關淑怡（2000年－2002年）2002年解約，2005年轉到大國文化，2007年再轉到星娛樂
- 張玉珊（1993年－1995年）1995年退出歌壇
- 梅艷芳（1997年－2003年）限國語唱片合約，2003年逝世
- 梅小惠（1994年－1995年）1995年解約
- 黎姿（1994年－1997年）1997年解約
- 吳君如（1992年－1995年）1995年轉到寶麗金唱片
- 譚小環（1996年－1998年）1998年退出歌壇
- 車婉婉（1996年－1998年）1999年轉到環球唱片
- 呂珊（1990年－1993年）1993年解約
- 劉小慧（1994年－1996年）1997年解約
- 鄭瑞芬（1988年－1993年）1993年退出歌壇
- 杜麗莎（1988年－1990年）1990年退出歌壇
- 曾路得（1987年－1990年）1990年退出歌壇
- 黎瑞恩（1990年）1990年轉到寶麗金唱片
- 馬怡靜（1995年）1995年退出歌壇，2004年轉到音樂堡
- 伍婉琛（1995年－1996年）新樂製作為經理人公司，1995年退出歌壇
- 蔡安蕎（1995年－2000年）小美工作室為經理人公司，1998年經理人合約轉到新樂製作，2000年解約
- 戴威葳（1999年－2000年）新樂製作為經理人公司，2000年唱片合約轉到正東唱片，經理人合約轉到金牌娛樂（後改名為戴辛尉）
- 何嘉麗（1987年－1989年）1989年轉到百代唱片

### 組合
- 新青年（1990年－1993年）1993年退出歌壇
- Zen（1998年－2003年）2003年黃和興單飛發展
- Fundamental（1988年－1990年）1990年陳光榮、符元偉單飛發展
- Echo（1989年－1992年）1992年李蕙敏、區海倫獨立發展

1. ↑  . musicbrainz.org.   [2024-12-24].